# Белый гриб берёзовый
Бе́лый гриб берёзовый (лат. Bolétus betulícola) — гриб из рода Боровик.
Считается самостоятельным видом или формой белого гриба (Boletus edulis f. betulicola Vassilk.).
Местное название в некоторых областях России колосови́к указывает на первое появление плодовых тел одновременно с колошением ржи.

## Описание
Шляпка 5—15 см в диаметре, в начале подушковидная, затем становится более плоской формы. Кожица гладкая или слегка морщинистая, блестящая, беловато-охряного или светло-жёлтого цвета, иногда почти белая.
Мякоть белая, плотная, не изменяет цвет после разрезания, с приятным грибным запахом, вкуса не имеет.
Ножка 5—12×2—4 см, бочонкообразная, сплошная, беловато-коричневая, с белой сеточкой в верхней части.
Трубчатый слой белый, затем светло-жёлтый, свободный или узкоприросший с выемкой. Трубочки длиной 1—2,5 см, поры округлые, мелкие.
Остатки покрывала отсутствуют.
Споровый порошок коричневый, споры 15 × 5 мкм, веретеновидные, гладкие.

## Сходные виды
Жёлчный гриб — несъедобный гриб с горькой мякотью, отличается розовеющим с возрастом трубчатым слоем, поверхность ножки с шероховатой сеточкой, сеточка имеет более тёмную окраску, чем основной цвет ножки.
Белый гриб и его разновидности — съедобные грибы.

## Экологияи распространение
Образует микоризу с берёзой, растёт обычно на опушках, вдоль дорог. Наиболее распространён в северной части умеренной зоны от Мурманской области и южнее, встречается в Западной и Восточной Сибири, на Дальнем Востоке, известен в Западной Европе (Швеция, Финляндия, Франция). Встречается часто, местами очень обильно. Плодоношение одиночно или группами.
Сезон: июнь — октябрь.

## Пищевые качества
Съедобный гриб, ценится и употребляется так же, как и белый гриб.